# رومان سبانو
رومان سبانو (بالفرنسية: Romain Spano)‏ هو لاعب كرة قدم فرنسي في مركز الهجوم، ولد في 31 أكتوبر 1994 في أوباغن في فرنسا. لعب مع نادي كليرمونت 63.

## وصلات خارجية
- رومان سبانو على موقع رابطة كرة القدم الفرنسية للمحترفين (الإنجليزية)
- رومان سبانو على موقع قاعدة بيانات كرة القدم.إي يو (الإنجليزية)
- رومان سبانو على موقع ليكيب (الفرنسية)
- رومان سبانو على موقع Soccerway.com (الإنجليزية)